# イマメカ
イマメカ！！は、エフエム福岡で土曜深夜 25:00-25:30に放送されていたラジオ番組。2014年3月29日にラジオ放送は終了したが、過去放送のバックナンバーがエフエム福岡ポッドキャストで公開されている。

## 概要
パーソナリティであるタレント原田和恵と、ちんのトークバラエティ番組。名前の由来は、現代的で洒落たさまを表す「今めかしい」から。Ustream、twitcasting、ニコニコ生放送によるストリーミング配信（金曜 21:00をめどに開始）を収録し、30分に再構成して翌週に地上波放送とポッドキャスト配信を行なっていた。番組のUstreamチャンネルは、Ustream大賞2012にて4位、Ustream大賞2013にて7位を受賞した。番組の舞台裏を見せつつ、ツイッターへの投稿を積極的に取り上げる事で、制作段階からリスナーとのコミュニケーションを密にとる番組であった。。

## 出演者
パーソナリティ
- 原田和恵
- ちん

## コーナー
グッデイ替え歌相談室番組スポンサーのホームセンターグッデイ（GooDay）のオリジナルCM案を募集するコーナー。このコーナーで募集したCMが、第51回福岡広告協会賞ラジオCM部門銀賞を受賞した。
教えて！ちんたん twitter講座twitter初心者の原田和恵が生徒役になり、ちんが解説をするコーナー。
おたくの珍ごはん地方名物や貧乏飯など、一風変わったメニューを紹介するコーナー。
オマエの昼ごはん趣向を凝らした昼食メニューを募集するコーナー。
ダーハラ愛のささやき面白ポエムを募集するコーナー。
浅スペ浅原プロデューサーが持込むオリジナル企画のコーナー。
珍めぇー珍しい地名、難読名を募集するコーナー。
ティンヌさんの人生相談パーソナリティーのちんが演ずる、フランス在住の謎の男性キャラ「ティンヌ」が人生相談をするコーナー。

## IMONICA↓
パーソナリティのちんが、リスナーと一緒にラジオ放送分を聴くUstream中継。番組の行方や苦労話、リスナーからの質問・回答などが主な内容である。